# Còdex Auri de Lorsch

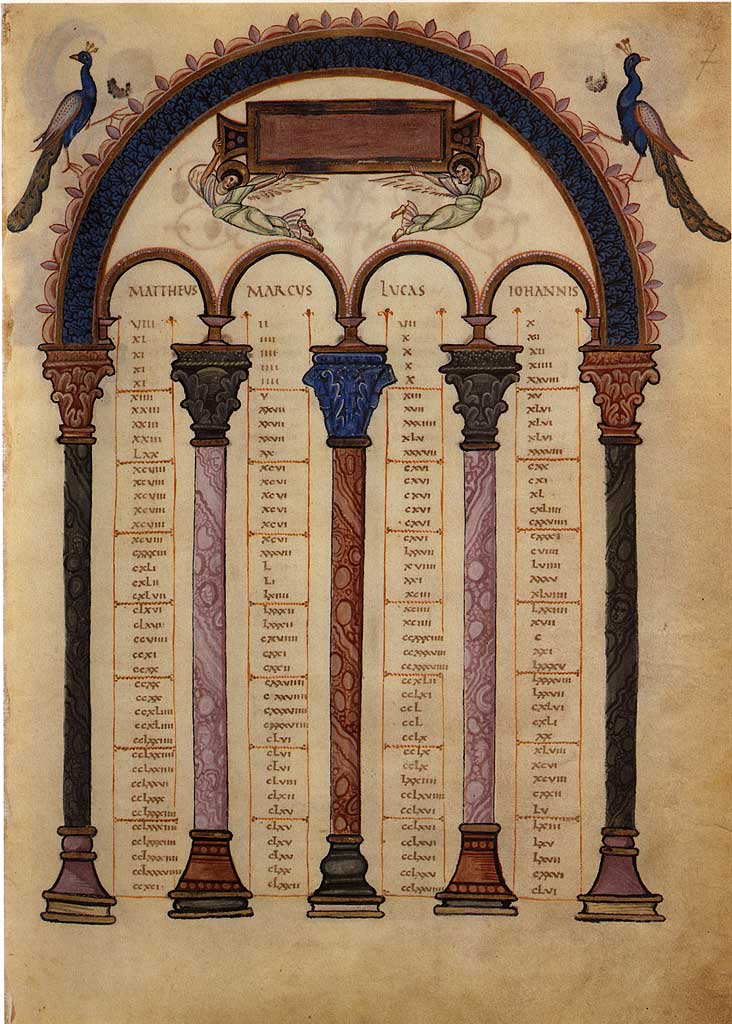
Còdex Auri de Lorsch

El Còdex Auri de Lorsch o Evangelis de Lorsch (Biblioteca Apostòlica Vaticana, Pal. lat. 50 i Alba Iulia, Biblioteca Documenta Batthyaneum, s. núm.) és un manuscrit il·luminat escrit entre 778 i 820, en el període del regnat de Carlemany al Regne franc.

## Història
Potser fou escrit a l'abadia de Lorsch (Alemanya), que tenia una de les millors biblioteques del món en els segles x i xi, amb el nom de Codex Aureus Laurensius. En el segle xvi, el manuscrit fou traslladat a Heidelberg, a la famosa Biblioteca Palatina. El còdex en fou furtat al 1622 durant la Guerra dels Trenta anys i esquarterat per poder vendre'l més fàcilment. La ricament il·lustrada primera part, ara a Alba Iulia, Romania, fou venuda a la família Batthyány (1741 – 1798). La segona part és a la Biblioteca Vaticana, amb la contraportada als Museus Vaticans. La coberta és hui en el Victoria and Albert Museum de Londres.
Un facsímil del còdex li va regalar a la reina Elisabeth II el papa Benet XVI el 16 de setembre de 2010, que, en bescanvi, va rebre una sèrie de gravats de Hans Holbein el Jove, que formaven part de la Col·lecció Reial. Hi ha disponible en línia una versió completa de l'obra.

## Localització
Les diferents parts originals estan localitzades en:
- Biblioteca de Batthyaneum, a Alba Iulia, Romania: Evangelis de Mateu i Marc
- Biblioteca del Vaticà: Evangelis de Lluc i Joan
- Victoria and Albert Museum, Londres: els panells d'ivori de la coberta

## Galeria

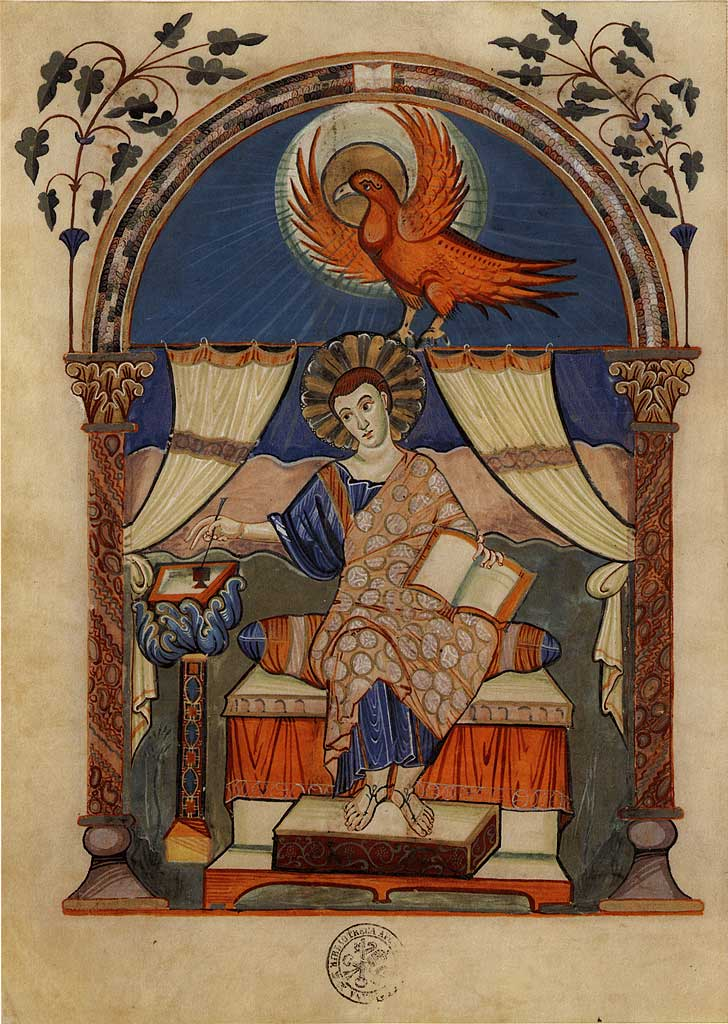
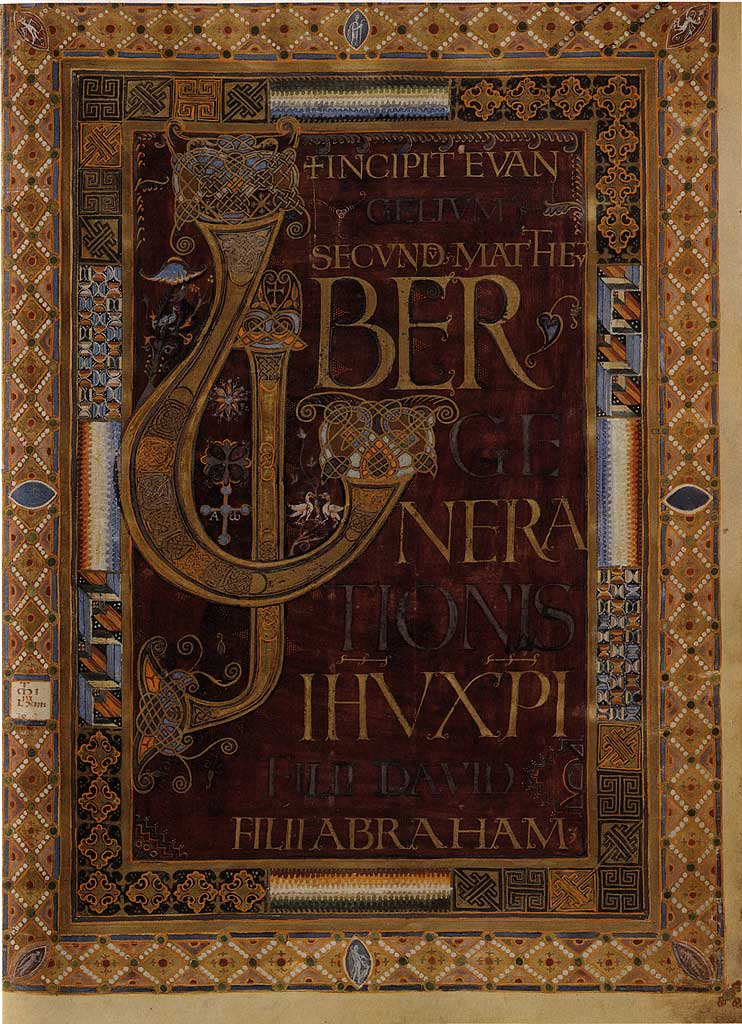
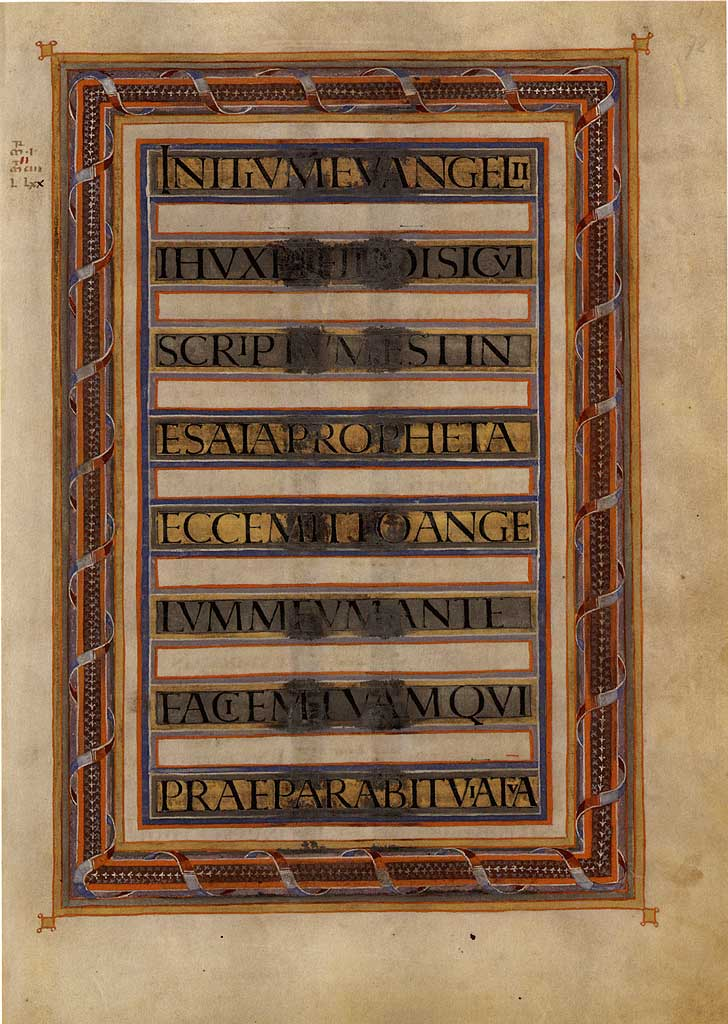
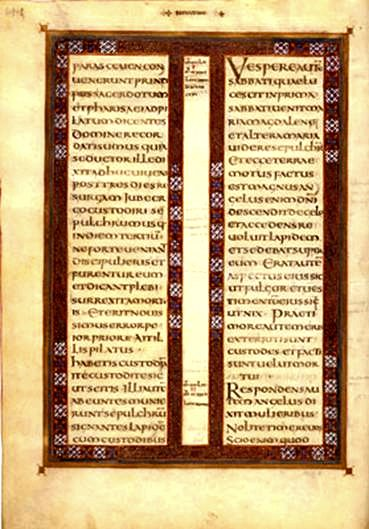
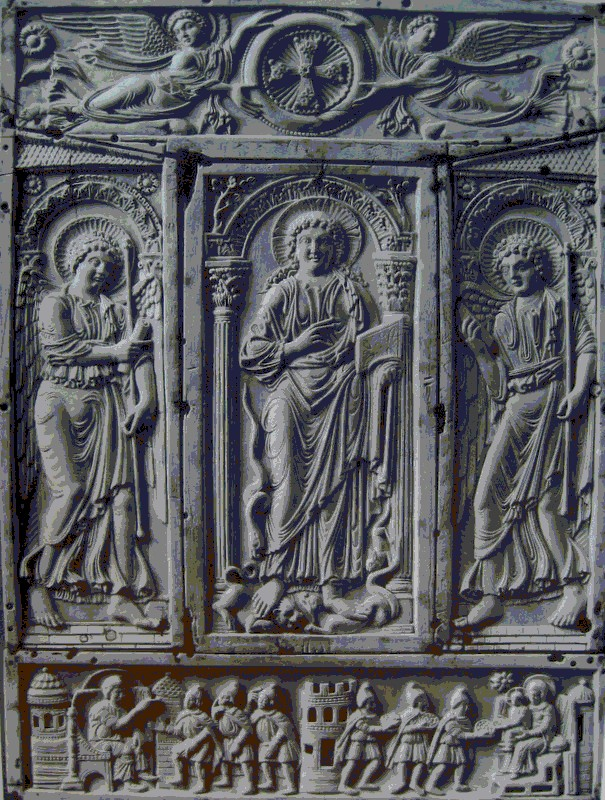
Contracoberta d'ivori